# الانتخابات التشريعية السورية 1994
الانتخابات التشريعية في سورية والتي أجريت في 24 و25 آب 1994، وهي سادس انتخابات تشريعية تمت في ظل الجمهورية الثانية وحكم البعث وتبوأ حافظ الأسد منصب الرئاسة. أفضت كسابقاتها إلى فوز حزب البعث العربي الاشتراكي بأغلبية مقاعد البرلمان حيث شغل البعث مع سائر أحزاب الجبهة الوطنية التقدمية ثلثي المقاعد، وترك للمستقلين الثلث الباقي.

## النتائج
| الحزب                               | الأصوات   | % | المقاعد |
| ----------------------------------- | --------- | - | ------- |
| حزب البعث                           |           |   | 135     |
| مستقلين                             |           |   | 83      |
| الحزب الشيوعي السوري                |           |   | 8       |
| حزب الاتحاد الاشتراكي               |           |   | 7       |
| الوحدويون الاشتراكيون               |           |   | 7       |
| حركة الاشتراكيين العرب              |           |   | 4       |
| الحزب الوحدوي الاشتراكي الديموقراطي |           |   | 4       |
| حزب الاتحاد العربي الديموقراطي      |           |   | 2       |
| المجموع                             | 3,693,556 |   | 250     |